# جبل رأس القارة
رأس القارة أو رأس الجبل واسمه التاريخي (جبل المشقر)، جبل صغير يقع بوسط بلدة القارة فيسمى (جبل رأس القارة) وقد ذكره الباحث عبد الخالق الجنبي في كتابه (هجر وقصباتها الثلاث: المشقر والصفا والشبعان ونهرها محلم) وهو تله صخرية ضخمه بداخل قرية القارة، ويبعد حوالي 250 متر إلي الشمال الغربي من الجبل. وهو عبارة عن تلة لها شكل غريب، وقد كان لرأس القارة تاريخ حافل منذ العصر الجاهلي، فهو من أشهر المواضع الجغرافية في الجزيرة العربية، التي وردت في نصوص تاريخية وأدبية عن جزيرة العرب، فقد كان المشقر منزل ملوك كندة، وقد ذكر المشقر (يوم من أيام العرب) في الشعر العربي على مر التاريخ ومن أشهر الشعراء الذين ذكروه امرؤ القيس بن حجر الكندي.
ابن الأعرابي (توفي 231) وهو اللغوي المشهور، وقد أورد له البكري في معجم ماستعجم في رسم (المشقر) نصا في غاية الأهمية، بل لولا هذا النص لما استطعنا الوصول إلى معرفة موضع المشقر، ولكانت جميع النصوص لا تعدو كونها قرائن لانجزم معها بشيء، ولكن جاء ابن الأعرابي فقدم لنا الوصف الذي لا مزيد عليه، فقال يرحمه الله: ( المشقر مدينة عظيمة قديمة، في وسطها قلعة على قارة تسمى عطالة، وفي أعلاها بئر تثقب القارة حتى تنتهي إلى الأرض وتذهب في الأرض، وماء هجر يتحلب إلى هذه البئر في زيادتها، وتحلبها نقصانها ). يوم من أيام (حروب) العرب المعروفة في العصر الجاهلي، يقول الدكتور عفيف عبد الرحمن في كتابه «الشعر وأيام العرب في العصر الجاهلي»: «يوم المشقر ويُعرف بيوم الصفقة، كان بين تميم وعامل الفرس في اليمن، وفيه أن باذام عامل كسرى باليمن بعث إلى كسرى قافلة تحمل ثياباً ومسكاً، فاعترض القافلة بنو يربوع بن حنظلة وقتلوا حراسها، في مكان يسمى (حَـرَض) فبلغ الخبر كسرى وأعدّ بواسطة عامله بالمشقّر فخاً نصبه لتميم في سنة قحط، وقتل عددا كبيرا منهم».